# Лез-Экс-д’Анжийон (кантон)
Лез-Экс-д’Анжийо́н (фр. Aix-d'Angillon) — кантон во Франции, находится в регионе Центр, департамент Шер. Входит в состав округа Бурж.
Код INSEE кантона — 1801. Всего в кантон Экс-д’Анжийон входят 12 коммун, из них главной коммуной является Лез-Экс-д’Анжийон.

## Коммуны кантона
| Коммуна               | Население, чел. (1999) | Почтовый индекс | Код INSEE |
| --------------------- | ---------------------- | --------------- | --------- |
| Ази                   | 439                    | 18220           | 18003     |
| Бреси                 | 706                    | 18220           | 18035     |
| Лез-Экс-д’Анжийон     | 2 006                  | 18220           | 18003     |
| Морог                 | 424                    | 18220           | 18156     |
| Обенж                 | 333                    | 18220           | 18016     |
| Парасси               | 423                    | 18220           | 18176     |
| Рьян                  | 1 017                  | 18220           | 18194     |
| Сен-Жермен-дю-Пюи     | 5 007                  | 18390           | 18213     |
| Сен-Мишель-де-Воланжи | 331                    | 18390           | 18226     |
| Сен-Сеоль             | 32                     | 18220           | 18202     |
| Сент-Соланж           | 1 304                  | 18220           | 18235     |
| Суланжи               | 444                    | 18220           | 18253     |

## Население
Население кантона на 1999 год составляло 12 466 человек.
| 1962  | 1968  | 1975   | 1982   | 1990   | 1999   | 2006 | 2007 |
| ----- | ----- | ------ | ------ | ------ | ------ | ---- | ---- |
| 5 788 | 7 096 | 10 248 | 11 672 | 12 565 | 12 466 | -    | -    |